# Мордетский, Крис
Кристофер Тод Мордетский (англ. Christopher Todd Mordetzky, род. 8 января 1983, Санта-Моника, Калифорния) — американский рестлер. В настоящее время он выступает в National Wrestling Alliance (NWA) под именем Крис Адонис, где он является бывшим национальным чемпионом NWA в тяжёлом весе.
После обучения в Ultimate Pro Wrestling Мордецки подписал контракт на развитие с WWE и был направлен в территорию развития WWE Ohio Valley Wrestling. В 2005 году он дебютировал в WWE как «Шедевр» Крис Мастерс, рестлер в отличной физической форме, использующий в качестве коронного приёма The Masterlock. В начале своей карьеры в WWE Мастерс создал сюжетную линию вокруг The Masterlock — захвата, из которого никто не мог выбраться. Он вызывал нескольких рестлеров на соревнование Masterlock Challenge, где награждал победителя призом, если тот смог выйти из захвата. Сюжетная линия Masterlock Challenge закончилась после того, как 20 марта 2007 года Бобби Лэшли прервал захват. Мастерс был уволен в 2007 году и в течение двух лет работал в независимых промоушнах, а в 2009 году вернулся в WWE. Следующие два года Мастерс провел в WWE, пока его снова не уволили в 2011 году. С тех пор он работал на независимой сцене и успел отметиться в Global Force Wrestling (GFW) и Total Nonstop Action Wrestling (TNA).

## Личная жизнь
У Мордецкого польские и еврейские корни. Он заявил, что Последний воин и Шон Майклз были двумя его любимыми рестлерами в детстве.
Джон Сина заявил, что Крис Мастерс — самый сильный соперник, с которым он сталкивался в своей карьере. Хотя Мастерс никогда не побеждал Сину на ринге, Мастерс победил Сину в матче по армрестлингу.
Мордетский — хороший друг рестлеров Рэнди Ортона, Бобби Лэшли и Шелтона Бенджамина. Wrestling Observer сообщил, что Винс Макмэн вновь нанял Мордетского только в 2009 году по рекомендации Рэнди Ортона.

В марте 2013 года на его профиле в Твиттере появилось сообщение о том, что Мордецки спас жизнь своей матери от преступника, совершившего поджог в ее доме. Сообщалось, что он голыми руками вытащил из земли дерево высотой 3 метра и с его помощью открыл путь к окнам своей матери, освободив её.

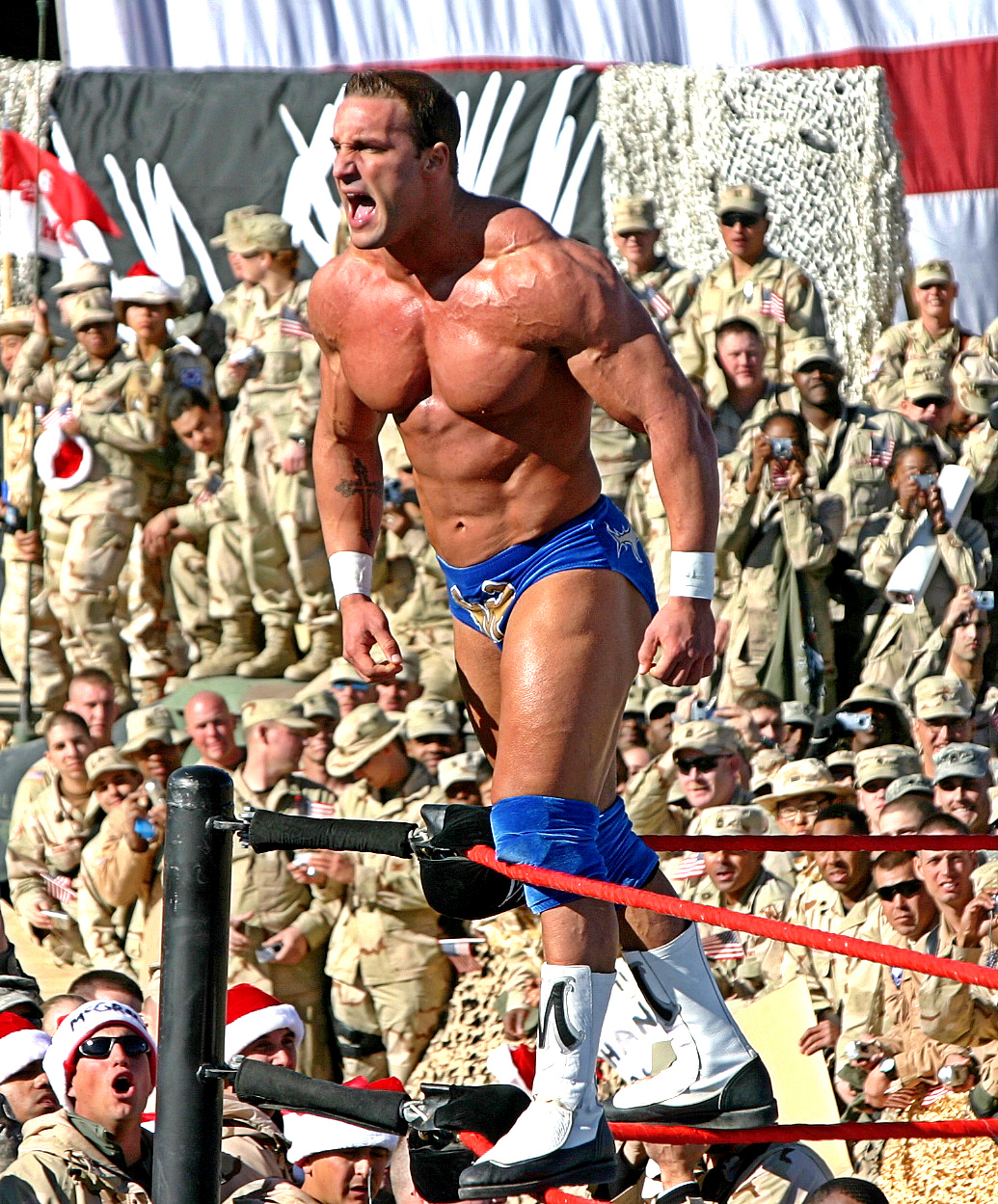
Мастерс в 2005 году

## Титулы и достижения
- All Wrestling Organization
  - AWO Heavyweight Championship (1 раз)[5]
- Championship Of Wrestling
  - cOw Interstate Championship (1 раз)
- Championship Wrestling From Arizona
  - Arizona Heavyweight Championship (1 раз)
- Continental Wrestling Entertainment
  - CWE Heavyweight Championship (1 раз)
- DDT Pro-Wrestling
  - Чемпион железных людей в хеви-металлическом весе (1 раз)[6]
- National Wrestling Alliance
  - Национальный чемпион NWA (2 раза)[7]
  - NWA National Championship Tournament (2021)[8]
- Ohio Valley Wrestling
  - OVW Southern Tag Team Championship (1 раз) — с Брентом Олбрайтом[9]
- Preston City Wrestling
  - PCW Heavyweight Championship (2 раза)[10][11]
  - Road To Glory Tournament (2014)[12]
- Pro Wrestling Illustrated
  - № 89 в топ 500 рестлеров в рейтинге PWI 500 в 2007[13]
- Qatar Pro Wrestling
  - QPW Tag Team Champion (1 раз) — с Карлито[14]
- Real Canadian Wrestling
  - RCW Canadian Heavyweight Championship (1 раз)[15]
- Rome Wrestling Federation
  - RWF Heavyweight Championship (1 раз)[16]
- Vendetta Pro Wrestling
  - Vendetta Pro Heavyweight Championship (1 раз)[17]
- World Association of Wrestling
  - WAW Undisputed World Heavyweight Championship (1 раз)
- World League Wrestling
  - WLW Heavyweight Championship (1 раз)[18]
- WrestleSport
  - WrestleSport Heavyweight Championship (1 раз)[19]